# Растко Петрович
Растко Петрович (3 березня 1898 — 15 серпня 1949) — сербський і югославський письменник, поет-експресіоніст, один з фундаторів сербського сюрреалізму, казкар, романіст, есеїст, художник і дипломат. Брав участь у художній і літературній критиці. Залишив цікаві записи з численних поїздок по Європі та Африці.

## Біографія
Растко Петрович народився 3. березня 1898 р. у Белграді, був дев'ятим сином у батька Дімітрія Петровича, історика, та матері Мілеви, вчительки. Растко був молодшим братом Надежди Петрович, знаної художниці. 5 червня був хрещений у храму Святого Марка у Белграді. Його хресним батьком став новосадський письменник Яша Томич. Сім'я Петровичів була дуже помітною і шановною в Белграді. Будинок, де народився Р., було зруйновано під час бомбардувань Белграда 6 квітня 1941 р. У ранньому дитинстві залишився без матері, і турботу про нього взяли на себе сестри. У 1905-1914 рр. навчався у початковій школі та молодших класах гімназії в Белграді. У розпалі Балканські війни 1912 р. перервав освіту у гімназії. Пішов на фронт добровольцем, пройшов Албанію і переїхав до Франції, де закінчив гімназію у Ніцці, і на правах стипендіата французького уряду вступив до юридичного факультету у Парижі.
У Парижі зустрічався і спілкувався з багатьма поетами, художниками. Писав вірші, оповідання і доповіді про виставки живопису, публікував їх на своїй батьківщині. У 1921 р. видає унікальний комічний роман про життя древніх слов'ян «Бурлеск Господа Перуна бога грому». " Наприкінці 1922 р. видає збірку віршів «Одкровення». Протягом усіх цих років активно співпрацює в Белграді з численними авторами, такими як Мілан Дедінац, Марко Ристич, Тін Уєвич та інші. Їхня творчість започаткувала сюрреалізм у Сербії.
Пізніше працював клерком у Міністерстві закордонних справ, наприкінці 1923 р. був прийнятий помічником. Через це менше займався творчою діяльністю. У жовтні 1926 р. був призначений чиновником в Міністерстві закордонних справ місії у Ватикан під руку Мілана Ракича. М.Ракич дозволяє йому подорожувати по Італії, Іспанії, Франції і Туреччині, і, найголовніше, по Африці. Таким чином, у 1930 р. вийшло його велике оповідання про свої подорожі під назвою « Африка ».
У 1935 р. був призначений віце-консулом шостого розряду у генеральне консульство в Чикаго. У 1936 р. переїхав на роботу в Вашингтон, як секретар посольства. Подорожує по США, Канаді, Мексиці, Кубі. У 1938 р. проведений в чин консула п'ятого розряду в Чикаго. Протягом ІІ світової війни жив у США. Писав вірші у збірку «Опівночні праці».
Захворів. У віці 51 року, 15 серпня 1949 р. раптово помер у Вашингтоні. Був похований на кладовищі Тінистого струмка у Вашингтоні (Shady Creek Cemetery in Washington). Посмертний прах було передано до Белграду тільки у червні 1986 р., похований на родинному цвинтарі на Новому кладовищі (Белград).

## Праці
- Роман «Бурлеска Господа Перуна бога грома» (1921)
- Збірка поезій «Одкровення» (1922)
- Путівник «Африка» (1930)
- Роман «Люди говорять» (1931)
- Роман «День шости» (1941)

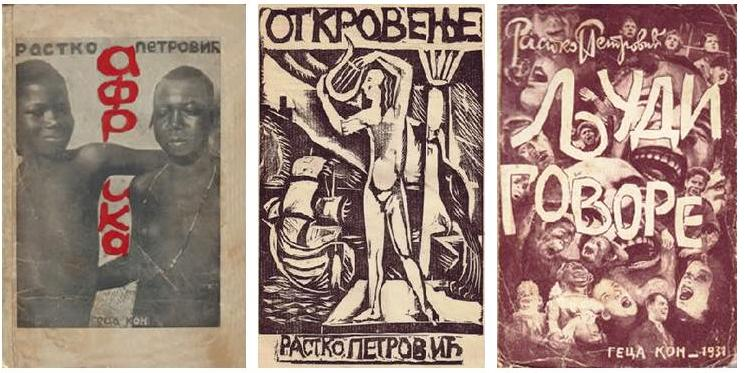
Растко Петрович. Обкладинки перших видань

- Растко Петрович, художник: Африка. Обкладинка книги «Африка», видавець Геца Кон, Белград, 1930.
- Міло Мілунович, художник: Одкровіння. Ілюстрація до збірки віршів Растко Петровича «Откровење». Штамп, 20 x 12 cм, видавець С. Б. Цвіянович, Белград, 1922.
- Растко Петрович, художник: Люди говорять. Обкладинка книги «Људи говоре», видавець Геца Кон, Белград, 1931.

## Критика художнього мистецтва
Растко Петрович залишив глибокий слід у сербській культурі і як художній критик. Активно брав участь у художній критиці у 1921 р., коли співпрацював з низкою газет, поперше в Загребі, а потім в Белграді. Фундатор «синтетичної критики» мистецтва, публікував статті у журналах «Зеніт» (Зенит), «Радикал»(Радикал), «Критика»(Критика), «Сучасник»(Савременик), «Думки»(Мисли), «Перехрестя»(Раскрсница, «Час»(Време).
У 1931-1935 рр. був офіційним критиком журналу  Політика , використовував ініціали   'N'  . 'J' . —  'N'  (исам) 'J '(а) (дослівно «Це Не Я»). У 1930-40-х рр. публікувався рідко, обирав тільки для нього цікаві об'єкти критики.
Отримав добру освіту в традиціях французької теорії та естетики мистецтва, та через свою вроджену чутливість став піонером і «протагоністом» модерної художньої критики в Сербії. Активно писав о сучасному мистецтві, серед художників його критичне судження було авторитетним і шановним та слугувало доброю рекомендацією. Це Також першим підтримав нові тенденції у сербському живописі — «конструктивізму» і «нового реалізму». Бачив сербське мистецтва в контексті актуальних європейських тенденцій свого часу.